# Zelking-Matzleinsdorf
Zelking-Matzleinsdorf ist eine Gemeinde mit 1200 Einwohnern (Stand 1. Jänner 2024) im Bezirk Melk in Niederösterreich.

## Geografie
Zelking-Matzleinsdorf liegt im Mostviertel in Niederösterreich und gehört zum Bezirk Melk. Sie ist ein Teil der Kleinregion Melktal. Das Gemeinde-Gebiet reicht vom Hiesberg dem Melkfluss entlang bis hin zur Donau und umfasst somit ein Gebiet von 21,16 Quadratkilometern. 34,78 Prozent der Fläche sind bewaldet.

### Gemeindegliederung
Das Gemeindegebiet umfasst folgende 11 Ortschaften (in Klammern Einwohnerzahl Stand 1. Jänner 2024):
- Anzenberg (38)
- Arb (32)
- Bergern (32)
- Einsiedl (8)
- Freiningau (30)
- Gassen (101)
- Hofstetten (36)
- Maierhöfen (13)
- Mannersdorf (114) samt Wolfersdorf
- Matzleinsdorf (550) samt Mösel
- Zelking (246)

Die Gemeinde besteht aus den Katastralgemeinden Bergern-Maierhöfen, Frainingau, Mannersdorf bei Zelking, Matzleinsdorf und Zelking.

### Nachbargemeinden
|          | Leiben                                      | Emmersdorf            |
| Pöchlarn | Kompassrose, die auf Nachbargemeinden zeigt | Melk                  |
| Bergland | Ruprechtshofen                              | St. Leonhard am Forst |

## Geschichte
Der Name des Ortes Matzleinsdorf wird bereits 1117 genannt. Funde beweisen eine römerzeitliche Besiedelung der Gegend. 1693 wurde die Filiale Matzleinsdorf dem Stift Melk inkorporiert. Seit 1784 besteht sie als eigene Pfarre. Der Ort brannte nach seiner Zerstörung im Türkenjahr 1683 im 18. Jahrhundert insgesamt fünfmal teils zur Gänze ab und wurde immer wieder aufgebaut. In nächster Umgebung von Matzleinsdorf gibt es außer der Pfarrkirche und der Filialkirche in Maierhöfen noch zwei  kulturhistorisch wichtige Plätze zu besuchen, den „Weißen Stein“ (früherer Grenzstein Bayern und dem Wendenland) und die Wehranlage auf dem Müllnerkogel.
Am Melkfluss liegt die Ruine Zelking, ein Bau der hochfreien Hagenauer aus dem 11. Jahrhundert. Im 12. Jahrhundert kam die Burg in den Besitz der Zelkinger, die um 1270 auch die Schallaburg erwarben. Das langlebige Geschlecht starb 1634 mit Ludwig Wilhelm von Zelking aus. Von diesem kam die Burg an die Grafen von Sinzendorf, 1802 an die Grafen Harrach von Rohrau, um 1900 an die Familie Heussenstamm und schließlich in bürgerlichen Besitz. Außerhalb von Zelking kann man noch weitere alte Wehranlagen besichtigen, den Burgstall und die Hausberganlage in Arb. Im Jahre 1970 wurden die Gemeinden Zelking und Matzleinsdorf vereint.
1998 wurde das Wappen, im Wesentlichen nach dem Entwurf von Ludwig Pichler, durch die Landesregierung verliehen.

### Einwohnerentwicklung
| Zelking-Matzleinsdorf: Einwohnerzahlen von 1869 bis 2024 | Zelking-Matzleinsdorf: Einwohnerzahlen von 1869 bis 2024 | Zelking-Matzleinsdorf: Einwohnerzahlen von 1869 bis 2024 | Zelking-Matzleinsdorf: Einwohnerzahlen von 1869 bis 2024 | Zelking-Matzleinsdorf: Einwohnerzahlen von 1869 bis 2024 |
| -------------------------------------------------------- | -------------------------------------------------------- | -------------------------------------------------------- | -------------------------------------------------------- | -------------------------------------------------------- |
| Jahr                                                     |                                                          |                                                          |                                                          | Einwohner                                                |
| 1869                                                     | 1869                                                     |                                                          | 1.210                                                    | 1.210                                                    |
| 1880                                                     | 1880                                                     |                                                          | 1.155                                                    | 1.155                                                    |
| 1890                                                     | 1890                                                     |                                                          | 1.147                                                    | 1.147                                                    |
| 1900                                                     | 1900                                                     |                                                          | 1.237                                                    | 1.237                                                    |
| 1910                                                     | 1910                                                     |                                                          | 1.282                                                    | 1.282                                                    |
| 1923                                                     | 1923                                                     |                                                          | 1.226                                                    | 1.226                                                    |
| 1934                                                     | 1934                                                     |                                                          | 1.203                                                    | 1.203                                                    |
| 1939                                                     | 1939                                                     |                                                          | 1.278                                                    | 1.278                                                    |
| 1951                                                     | 1951                                                     |                                                          | 1.154                                                    | 1.154                                                    |
| 1961                                                     | 1961                                                     |                                                          | 1.098                                                    | 1.098                                                    |
| 1971                                                     | 1971                                                     |                                                          | 1.152                                                    | 1.152                                                    |
| 1981                                                     | 1981                                                     |                                                          | 1.253                                                    | 1.253                                                    |
| 1991                                                     | 1991                                                     |                                                          | 1.196                                                    | 1.196                                                    |
| 2001                                                     | 2001                                                     |                                                          | 1.227                                                    | 1.227                                                    |
| 2011                                                     | 2011                                                     |                                                          | 1.260                                                    | 1.260                                                    |
| 2021                                                     | 2021                                                     |                                                          | 1.203                                                    | 1.203                                                    |
| 2024                                                     | 2024                                                     |                                                          | 1.200                                                    | 1.200                                                    |
| Quelle(n): Statistik Austria, Gebietsstand 1.1.2021      |                                                          |                                                          |                                                          |                                                          |

## Kultur und Sehenswürdigkeiten
Matzleinsdorf

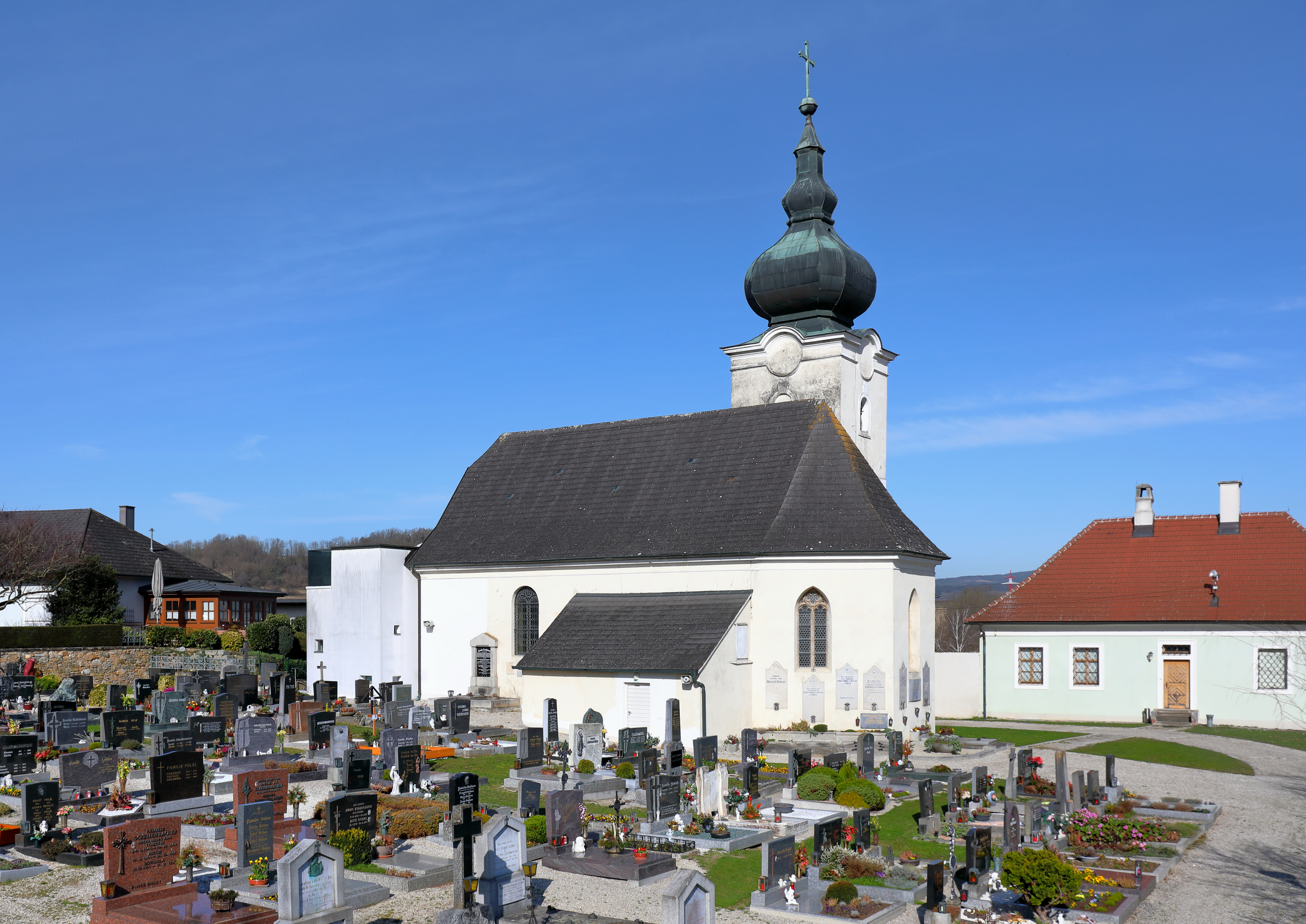
Pfarrkirche Matzleinsdorf

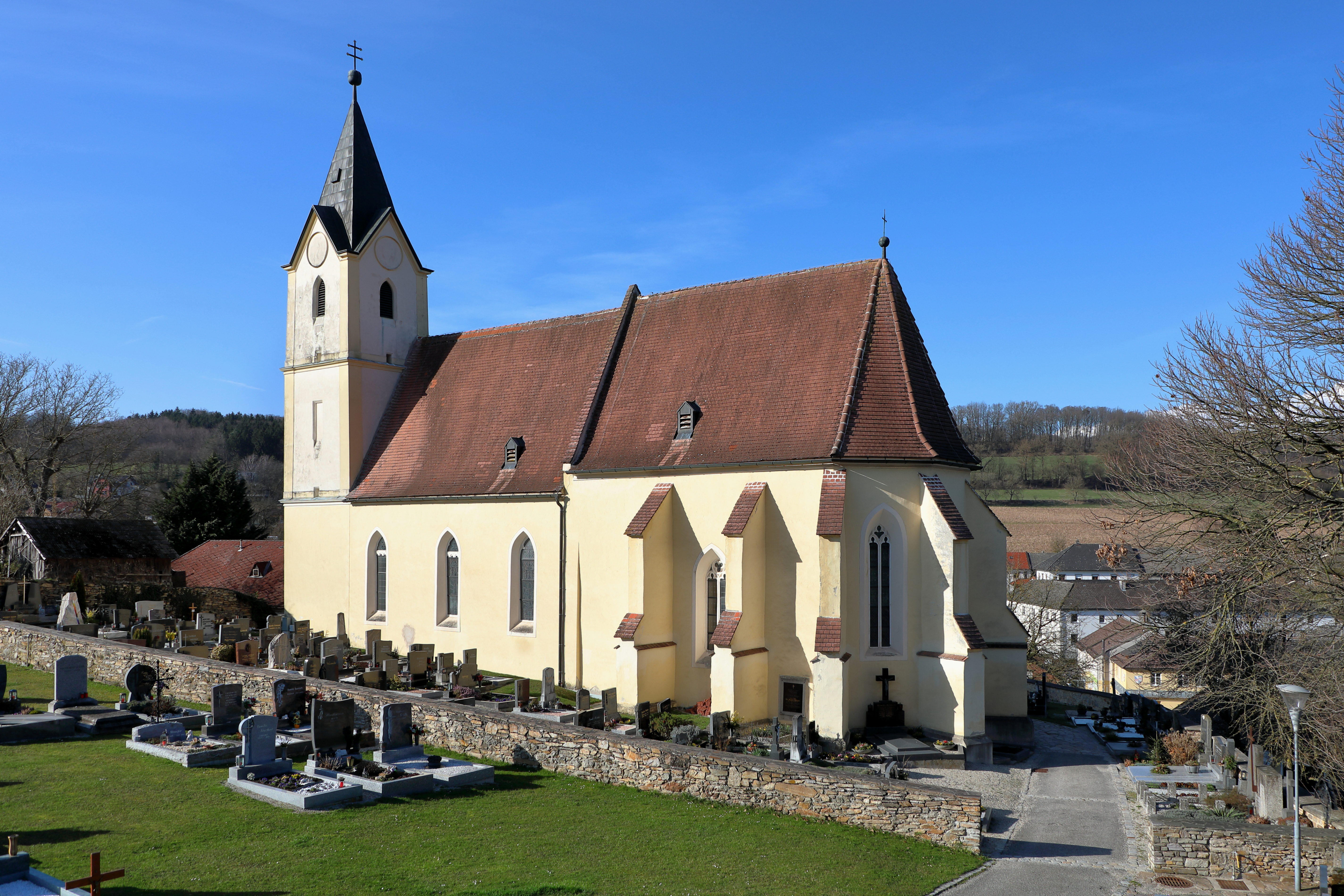
Pfarrkirche Zelking

- Katholische Pfarrkirche Matzleinsdorf hl. Bartholomäus
- Schloss Matzleinsdorf: Ehemaliger Edelhof, später barockisiert und schlossartig ausgebaut. Bis 2019 im Besitz der Familie Heussenstamm.[6]
- Großvilla aus 1892 bis 1894 von Architekt J. Blieweis für Anton Graf von Heussenstamm in umfriedeter Gartenanlage[7]

Zelking
- Katholische Pfarrkirche Zelking hl. Erhard
- Burgruine Zelking: Stammburg der Zelkinger

## Wirtschaft und Infrastruktur
Etwa ein Viertel der Bevölkerung lebt von oder in der Landwirtschaft.
An Betrieben existieren ein Kaufhaus (Nah und Frisch), einige Gewerbebetriebe, ein Steuerberater und zwei Gastronomiebetriebe Landgasthof Erber und Gasthaus Schaider.
- Im Ortsteil Bergern befindet sich seit 1983 ein Bahnstromumformerwerk. Auf dem Areal der Anlage befindet sich bei 48°13'5.6"N 15°16'9"O auch ein 87 Meter hoher Richtfunkturm  als freistehende Stahlfachwerkkonstruktion.

### Tourismus
Es gibt Wanderwege die durch die leicht hügelige Landschaft sowie an historischen Gebäuden und Orten innerhalb der Gemeinde vorbeiführen.

### Öffentliche Einrichtungen
In Matzleinsdorf gibt es einen Kindergarten.

## Politik

### Gemeinderat
Der Gemeinderat hat 19 Mitglieder.
- Mit den Gemeinderatswahlen in Niederösterreich 1990 hatte der Gemeinderat folgende Verteilung: 14 ÖVP, 4 SPÖ und 1 FPÖ.
- Mit den Gemeinderatswahlen in Niederösterreich 1995 hatte der Gemeinderat folgende Verteilung: 14 ÖVP, 4 SPÖ und 1 FPÖ.Hier den unformatierten Text eingeben[9]
- Mit den Gemeinderatswahlen in Niederösterreich 2000 hatte der Gemeinderat folgende Verteilung: 14 ÖVP, 4 SPÖ und 1 FPÖ.[10]
- Mit den Gemeinderatswahlen in Niederösterreich 2005 hatte der Gemeinderat folgende Verteilung: 13 ÖVP und 6 SPÖ.[11]
- Mit den Gemeinderatswahlen in Niederösterreich 2010 hatte der Gemeinderat folgende Verteilung: 12 ÖVP, 5 SPÖ und 2 FPÖ.[12]
- Mit den Gemeinderatswahlen in Niederösterreich 2015 hat der Gemeinderat folgende Verteilung: 12 ÖVP, 5 SPÖ und 2 FPÖ.[13]
- Mit den Gemeinderatswahlen in Niederösterreich 2020 hatte der Gemeinderat folgende Verteilung: 13 ÖVP, 5 SPÖ und 1 FPÖ.[14]
- Mit den Gemeinderatswahlen in Niederösterreich 2025 hat der Gemeinderat folgende Verteilung: 13 ÖVP, 3 SPÖ und 3 FPÖ.[15]

### Bürgermeister
- bis 2006 Leopold Labenbacher (ÖVP)
- seit 2006 Gerhard Bürg (ÖVP)

## Persönlichkeiten
- Josef Laßletzberger (1862–1939), österreichischer Militärkapellmeister und Komponist
- Johann Penz (* 1950 in Maierhöfen), österreichischer Politiker (ÖVP) und seit 2008 Präsident des Nö. Landtages